# スカイアーチネットワークス
株式会社スカイアーチネットワークス（英: Skyarch Networks Inc.）は、東京都港区に本社を置く、IBMグループの次世代型MSPおよびクラウドインテグレーターである。AWSアドバンストティアサービスパートナーの認定を受け、ITインフラ、クラウドサービス、セキュリティ、データ分析などの統合的なサービスを提供している。

## 概要
ミッションを「ビジネスの成長をITで実現する」と掲げる企業。
少数精鋭のプロフェッショナル集団として、内製化支援をはじめ、クラウド設計・開発、セキュリティ対策、クラウド人材育成など企業の攻めのDX戦略を支援している。
AWSから多数の高度な認定を取得し、独自のパートナーコミュニティを運営。これらを活かし、高品質なエンドツーエンドのサービス提供を強みとしている。

## オフィス
本社：東京都港区虎ノ門3-8-21 虎ノ門33森ビル6階

## 沿革
- 2001年 7月　- 東京都千代田区三崎町に設立
- 2004年12月   - 東京都港区三田に事務所を移転
- 2005年 4月　- ISO27001（ISMS）認証取得
- 2007年 2月　- プライバシーマークの認証取得
- 2007年 9月　- ISO20000認証取得
- 2009年 8月　- 東京都港区南麻布に事務所を移転
- 2012年 3月　- 東京都港区虎ノ門4丁目に事務所を移転
- 2012年 6月　- 空橋克拉伍徳信息技術服務（大連）有限公司（子会社）設立
- 2013年 6月　- AWS スタンダードコンサルティングパートナー認定
- 2014年 7月　- AWS アドバンスドコンサルティングパートナー認定
- 2017年 6月　- 東京都港区虎ノ門3丁目に事務所を移転
- 2019年 9月　- サイバーマトリックス株式会社と資本業務提携を締結
- 2020年 1月　- 株式会社スカイアーチ テクノロジーズ 設立
- 2020年 7月　- AWS マネージドサービスプログラム バージョン 4.1 取得
- 2020年12月   - 株式会社スカイアーチHRソリューションズ設立（AWS特化型HR事業）
- 2021年 1月　- 株式会社シナジーフォー設立（顧問サービス事業）
- 2021年 2月　‐ 新サービスブランド「SKY-OPT」の提供を開始
- 2021年 4月　‐ パートナー支援プログラム「Interplay」を開始
- 2021年 7月　‐「AWS Well-Architected パートナープログラム」認定を取得
- 2021年10月   ‐「AWS認定トレーニングパートナー」に認定
- 2022年 3月　‐「AWS内製化支援パートナー」に認定
- 2022年 7月　‐「AWS レベル 1 MSSP コンピテンシー」認定を取得
- 2023年 3月　‐「AWS 公共部門ソリューションプロバイダー」認定を取得
- 2024年 2月　‐「Amazon CloudFront パートナー」に認定
- 2024年 6月　‐ スカイアーチテクノロジーズを除く子会社6社がグループから独立
- 2024年 6月　‐ 日本アイ・ビー・エム株式会社の100%子会社としてグループイン

## 事業内容
- クラウド技術コンサルティング、開発、運用
- アプリケーションの企画開発、運用
- 企業向けIT人材育成、内製化支援

### サービス内容
- AWS内製化支援
- AWSコンサルティング
- AWSトレーニング
- AWS請求代行
- AWS請求代行＋AWS Organizations
- AWS導入支援,
- AWS運用代行
- AWSセキュリティ運用
- AWS Shield Advanced運用
- AWS開発（クラウドネイティブ開発）
- 生成AI活用支援
- クラウドセキュリティ

## 認定
- ISO20000
- ISO27001
- プライバシーマーク
- AWS アドバンストティアサービスパートナー

## 所属団体
- 日本MSP協会